# Muhtar
Een muhtar is het gekozen dorpshoofd in dorpen in Turkije. Ook in steden heeft elke wijk een muhtar, maar met een iets andere status. Muhtars en hun dorpsraden (Turks: Azalar of İhtiyar heyeti) worden tijdens lokale verkiezingen voor vijf jaar gekozen. Het is voor politieke partijen in Turkije echter niet toegestaan kandidaten voor deze functies voor te dragen.

## Muhtars in dorpen
In elk dorp is de muhtar de hoogste gekozen autoriteit van het dorp. In Turkije wordt er geen burgemeester toegewezen aan een dorp. Volgens de Turkse dorpswet zijn de taken van de muhtars in twee groepen te verdelen:
- Verplichte taken: deze hebben betrekking op volksgezondheid, basisonderwijs, veiligheid en kennisgeving van openbare aankondigingen, enz.
- Niet-verplichte taken: deze zijn afhankelijk van de eisen van dorpsbewoners.

## Muhtars in steden
Elke stad in Turkije heeft verschillende wijken. In middelgrote steden kunnen er tientallen wijken zijn en in grote steden kan het aantal de honderd overschrijden. Elk wijk heeft zijn eigen muhtar. De muhtars in de steden hebben minder taken dan de muhtars in de dorpen. Deze taken kunnen variëren van het registreren van de bewoners van de wijk tot het verstrekken van officiële afschriften van geboorteaktes en identiteitskaarten. Ook stembiljetten worden aan de bewoners verstrekt door de muhtar tijdens verkiezingen.